# Hefajstion z Teb
Hefajstion z Teb (ur. 26 listopada 380, zm. w V wieku) – grecki astrolog, aktywny w I połowie V wieku n.e.
Zachował się jego spisany w 415 roku traktat Prognostyki w trzech księgach. Dzieło to ma charakter kompilacji ówczesnej wiedzy astrologicznej, dokonanej głównie na podstawie pism Klaudiusza Ptolemeusza i Doroteusza z Sydonu. Hefajstion podał w nim dokładną datę swoich urodzin, a także zamieścił postawiony przez żyjącego w I wieku lekarza Antygona z Nicei horoskop cesarza Hadriana na dzień 24 stycznia 76 r.